# Raymond (Kansas)
Raymond es una ciudad ubicada en el condado de Rice en el estado estadounidense de Kansas. En el año 2010 tenía una población de 79 habitantes y una densidad poblacional de 98,75 personas por km².

## Geografía
Raymond se encuentra ubicada en las coordenadas 38°16′42″N 98°24′54″O / 38.27833, -98.41500 (38.278464, -98.414878).

## Demografía
Según la Oficina del Censo en 2000 los ingresos medios por hogar en la localidad eran de $20,000 y los ingresos medios por familia eran $28,750. Los hombres tenían unos ingresos medios de $13,125 frente a los $12,500 para las mujeres. La renta per cápita para la localidad era de $12,654. Alrededor del 33.7% de la población estaban por debajo del umbral de pobreza.